# フォード F-350 ハイリフト
フォードF-350　4×4ハイリフトは、田宮模型（現・タミヤ）より発売中の1/10スケールの電動ラジコンデュアルパーパス・モデル。発売は2006年。米国フォードのフルサイズピックアップモデルである「F-350　スーパーデューティ4WDシングルキャブ」に車高を上げる「リフトアップ」と呼ばれる改造を施した仕様をモデル化している。キット価格は45000円。
- 1992年に登場したハイラックス4×4ハイリフト・マウンテンライダーが消滅して以来、田宮模型にはこのモデルのようなリアリティ志向のオフロードモデルが存在しなかった。そのような中にあって「フォードF-350　4×4ハイリフト」は実に10数年ぶりの後継車種としての登場であった。
- 駆動系はハイラックス系とは一部異なり、モーターの位置が変速機の上部になっているが、それでも実車同様に変速機、センタートランスファーを介して前後アクスルへ分配する駆動方式となっている。また過負荷から駆動系を保護する「スリッパークラッチ」を標準装備している。
- 当時のトヨタ ハイラックス4×4と比較するとABS樹脂を多用した構成で、防水構造のメカボックスなどは廃止されているが、「ハイラックス4×4」の5000g級から3100gへと大幅な軽量化を実現している。
- 付属のリンケージロッドを追加することにより簡単に4WS（四輪操舵）に出来るほか、前後アクスルのディファレンシャル・ギアはスクリューピンにより、アクスル周辺を分解せずとも6角レンチ1本でデフロックが可能である。

## メカニズム
- シャシ：スチール製サイドレール/ABS樹脂製クロスメンバー複合ラダーフレーム構造
- フロントサスペンション：ライブアクスル、半楕円リーフ・スプリング、フリクションダンパー搭載
- リヤサスペンション：ライブアクスル、半楕円リーフ・スプリング、フリクションダンパー搭載
- フロントタイヤ/ホイール：中空ラバー、ブロックパターン/1ピース一体成形ホイール
- リアタイヤ/ホイール：中空ラバー、ブロックパターン/1ピース一体成形ホイール
- 駆動方式：フルタイム、シャフト駆動4WD
- 変速装置：常時噛合3段変速、セレクタースリーブ式
- モーター：付属マブチ製またはジョンソンの540タイプモーターを変速機上部に搭載
- デファレンシャルギア：前後とも3ベベルタイプ、デフロック選択式
- 搭載バッテリー(別売り)：田宮の7.2Vレーシングパックを横置きで積載
- ボディ：強化樹脂製セミモノコック構造
- 乾燥重量(コントロール装置、バッテリー除外時)：約2850g
- アンテナ：ポリ製パイプ1本
- 販売価格：45000円

## 関連情報
変速機一式がシャーシをかなり分解しないと取り外せないなど、主要駆動系のメンテナンス性に難があり、独自加工で変速機のケース周辺にオイルフィラー（注油孔）を設けているユーザーも存在する。